# Henry Bathurst, 3. hrabě Bathurst
Henry Bathurst, 3. hrabě Bathurst (Henry Bathurst, 3rd Earl Bathurst, 3rd Baron Bathurst, 2nd Baron Apsley; 22. května 1762, Londýn, Anglie – 27. července 1834, Londýn, Anglie) byl britský státník ze šlechtického rodu Bathurstů. Patřil k toryům a přes půl století byl aktivním politikem, celkem 35 let zastával vysoké funkce ve vládě, nejdéle byl ministrem války a kolonií (1812-1827), v roce 1817 získal Podvazkový řád. Byl dlouholetým spolupracovníkem premiéra W. Pitta mladšího a přítelem maršála Wellingtona. Vzhledem k jeho dlouholetému působení ve funkci ministra kolonií po něm byla pojmenována řada lokalit v Kanadě, Austrálii a Africe.

## Politická kariéra
Pocházel ze starobylého rodu připomínaného od 15. století v hrabství Sussex, byl synem dlouholetého lorda kancléře 2. hraběte Bathursta, matkou byla Tryphena Scawen (1730-1807) z rodiny zbohatlé na obchodu s Holandskem. Studoval v Etonu a Oxfordu, již ve dvaceti letech ještě před vstupem do parlamentu dostal od lorda Northa nabídku na funkci lorda admirality, fakticky ji ale vykonával až v Pittově vládě (1783-1789). V letech 1783-1794 byl členem Dolní sněmovny, v roce 1794 po otci zdědil titul hraběte a vstoupil do Sněmovny lordů a brzy se zařadil k prominentním členům strany toryů (do otcovy smrti byl jako jeho dědic znám pod jménem Lord Apsley. V Pittově vládě zastával dále funkce lorda pokladu (1789-1791) a komisaře kontrolního úřadu Východoindické společnosti (1793-1802), od roku 1793 byl též členem Tajné rady. V druhém Pittově kabinetu byl nejvyšším mincmistrem (Master of the Mint) (1804-1806), tento post zastával i v letech 1807-1812, zároveň byl v letech 1807-1812 předsedou úřadu pro obchod, mezitím na podzim 1809 krátce provizorně převzal i úřad ministra zahraničí. Poté byl dlouholetým ministrem války a kolonií (1812-1827), svou kariéru završil ve Wellingtonově vládě jako prezident Tajné rady (1828-1830).
Od mládí patřil k vlivným toryům, nedostávalo se mu sice státnických schopností, které mu přisuzovali současníci, byl ale přirozeně inteligentní a proslulé byly jeho glosy, jimiž vtipně komentoval dění. Dlouhodobě patřil k odpůrcům napoleonské Francie a ve svých funkcích patřil k důležitým osobnostem napoleonských válek. Později podporoval zrušení otroctví a emancipaci katolíků, naposledy veřejně vystoupil ve Sněmovně lordů v roce 1832, kdy odmítl podpořit volební reformu. Mimo vládní úřady zastával řadu dalších čestných funkcí, v roce 1814 obdržel čestný doktorát v Oxfordu, v roce 1817 získal Podvazkový řád.

## Rodina a majetkové poměry

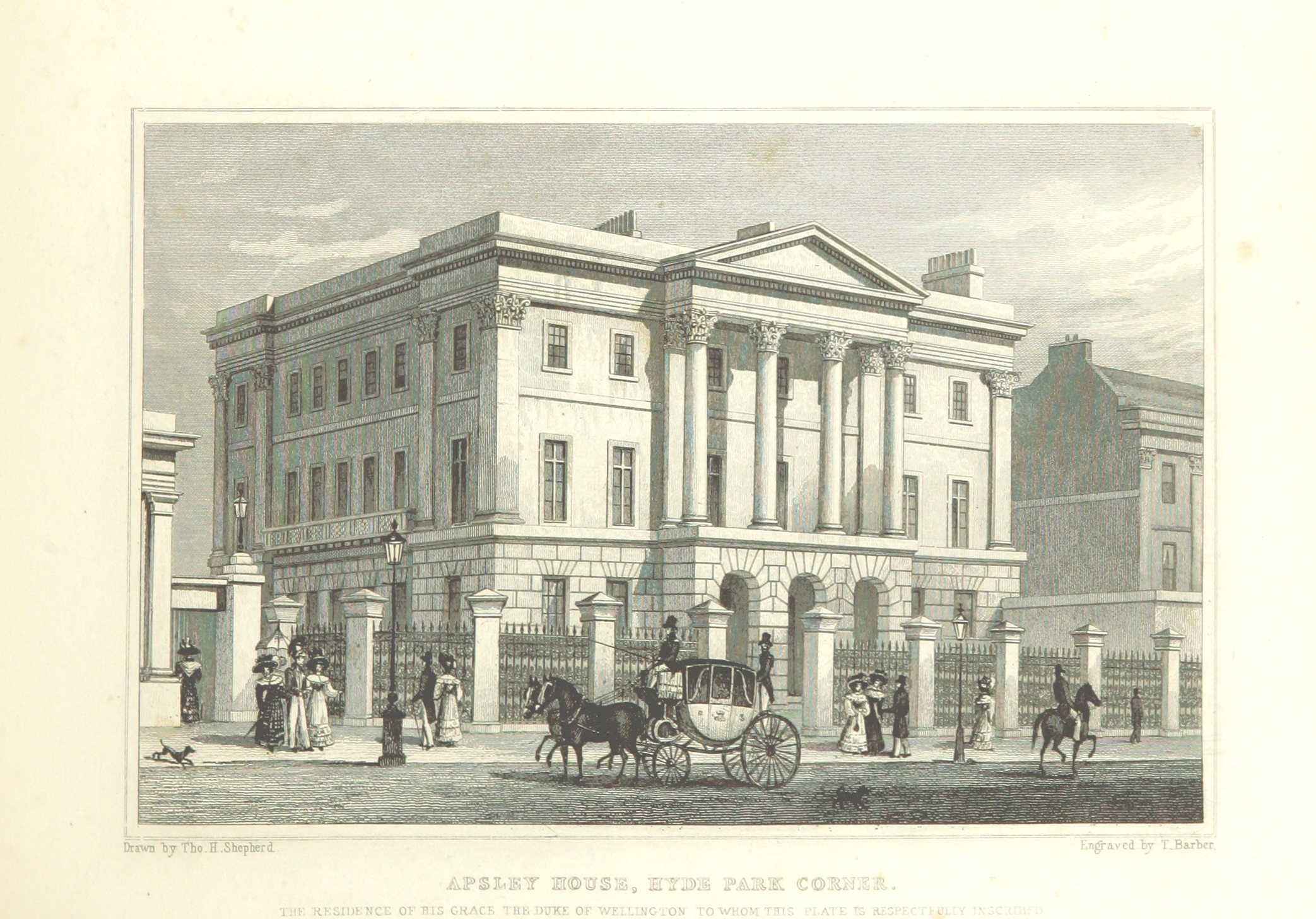
Londýnský palác Apsley House, sídlo rodu do roku 1810

Jeho manželkou byla od roku 1789 Georgiana Lennox (1765-1841), sestra 4. vévody z Richmondu. Synové Henry George Bathurst (1790-1866) a William Lennox Bathurst (1791-1878) zdědili postupně hraběcí titul. Oba zemřeli bez potomstvo, titul později přešel na linii dalšího syna, podplukovníka Thomase Bathursta (1793-1834). Dcera Emily (1798-1877) byla manželkou generála Fredericka Ponsonbyho, guvernéra na Maltě.
Henryho bratranec Charles Bragge Bathurst (1754-1831) zastával řadu funkcí ve vládě a byl švagrem premiéra Henryho Addingtona. Další bratranec Benjamin Bathurst (1784-1809) byl za napoleonských válek vyslán do Rakouska a za záhadných okolností zmizel v Německu.
Hlavním sídlem rodu byl zámek Cirencester Park (Gloucestershire), dalším majetkem byl zámek Richings Park (Buckinghamshire). V Londýně rodina sídlila v paláci Apsley House, který od 3. hraběte Bathursta koupil v roce 1810 vévoda Wellington.

## Geografické odkazy
Vzhledem k dlouhodobému působení hraběte Bathursta ve funkci ministra kolonií nese jeho jméno řada destinací v bývalých britských dominiích. V Novém Jižním Walesu je po něm pojmenováno město Bathurst a správní region Bathurst County. V jižní Africe na jeho osobnost odkazuje název města Bathurst, jsou po něm pojmenovány také dva ostrovy, Bathurstův ostrov u břehů Kanady a Bathurstův ostrov na severu Austrálie. Hlavní město Gambie, Banjul, založené v roce 1816, mělo do roku 1973 název Bathurst. Po 3. hraběti Bathurstovi jsou pojmenovány i četné ulice, nejčastěji v Austrálii, důležitou třídou je Bathurst Street v centru Toronta.